# Leptolaimoides thermastris
Leptolaimoides thermastris är en rundmaskart som först beskrevs av Lorenzen 1966.  Leptolaimoides thermastris ingår i släktet Leptolaimoides och familjen Leptolaimidae. Inga underarter finns listade i Catalogue of Life.